# Гамзатов, Рамиз Ризванович
Рамиз Ризванович Гамзатов (17 июля 1996, с. Алмак, Казбековский район, Дагестан, Россия) — российский борец вольного стиля, чемпион России. 

## Спортивная карьера
Вольной борьбой занимается с 9 лет. Занимается в школе имени Мавлета Батирова в Хасавюрте, у тренера Шеме Шемеева. Представляет Дагестан и Ставропольский край. В ноябре 2018 года стал победителем Межконтинентального Кубка в Хасавюрте. В начале июля 2019 года на чемпионате России в отсутствии своего одноклубника Заура Угуева стал победителем, одолев в финале Муслима Садулаева. В конце октября 2019 года на чемпионате мира U23 занял 5 место, проиграв в схватке за бронзу. 21 июня 2023 года в Каспийске на чемпионате России, одолев в схватке за 3 место Мусу Мехтиханова, стал бронзовым призёром. 1 июля 2024 года ему было присвоено звание мастер спорта России международного класса.

## Спортивные результаты на крупных турнирах
- Межконтинентальный кубок 2018 — ;
- Чемпионат России по вольной борьбе 2019 — ;
- Чемпионат мира по борьбе U23 2019 — 5;
- Гран-При Иван Ярыгин 2020 — ;
- Чемпионат России по вольной борьбе 2022 — ;
- Чемпионат России по вольной борьбе 2023 — ;
- Чемпионат России по вольной борьбе 2024 — ;
- Чемпионат России по вольной борьбе 2025 — ;

## Личная жизнь
Студент юридического факультета Пятигорского колледжа управления и новых технологий.